# BONSAI GIRL
『BONSAI GIRL』（ボンサイガール、英題：BONSAI GIRL）は、2009年製作の新生璃人監督の日本映画。スカパー!放送時、R-15指定。

## 賞歴
- ゆうばり国際ファンタスティック映画祭2011
  - オフシアターコンペティション部門ノミネート

## 評価
映画評論家・塩田時敏は、「シュールで美しきスプラッター」「長編でのリメイクも観てみたい、非凡な短編」と評した。